# Manuale d'amore
Manuale d'amore (Nederlands: Liefdeshandleiding) is een Italiaanse film uit 2005 geregisseerd door Giovanni Veronesi. De hoofdrollen worden vertolkt door Carlo Verdone en Luciana Littizzetto. In 2007 kwam er een vervolg op de film met Manuale d'amore 2 - Capitoli successivi. In 2011 volgde het derde deel Manuale d'amore 3.

## Verhaal
De film bestaat uit vier verhalen:
- Innamoramento (het verliefd worden): Giulia en Tommaso ontmoeten elkaar toevallig en ondanks alles worden ze verliefd en trouwen ze.
- Crisi (crisis): Barbara en Marco zijn een koppel in crisis en staan op het punt te scheiden. Zij is een vrouw vol initiatief en hij is een man die steeds saaier wordt.
- Tradimento (ontrouw): De verkeersagente Ornella wordt bedrogen door haar man Gabriele en reageert zich af op de automobilisten en wordt zo een van de gemeenste verkeersagenten.
- Abbandono (het verlaten): Goffredo wordt verlaten door zijn vrouw Margherita maar wordt direct verliefd op Livia.

## Rolverdeling
- Carlo Verdone - Goffredo
- Luciana Littizzetto - Ornella
- Silvio Muccino - Tommaso
- Sergio Rubini - Marco
- Margherita Buy - Barbara
- Jasmine Trinca - Giulia
- Rodolfo Corsato - Alberto Marchese
- Dino Abbrescia - Gabriele
- Dario Bandiera - Piero
- Luis Molteni - Goffredo's advocaat

## Prijzen
- David di Donatello voor beste mannelijke bijrol (Carlo Verdone) en beste vrouwelijke bijrol (Margherita Buy)
- Italian National Syndicate of Film Journalists Award voor beste script (Chiti en Veronesi) en beste mannelijke bijrol (Carlo Verdone)